# کسی از گربه‌های ایرانی خبر نداره
کسی از گربه‌های ایرانی خبر نداره، فیلمی به کارگردانی بهمن قبادی محصول ایران است که با فیلم‌نامه مشترکی از بهمن قبادی، حسین م. آبکنار، رکسانا صابری و به صورت بدون مجوز و زیرزمینی در این کشور ساخته شده است. حامد بهداد، اشکان کوشانژاد، نگار شقاقی، بابک میرزاخانی، سروش لشکری و چند تن دیگر از نوازنده‌ها و خواننده‌های موسیقی زیرزمینی ایرانی در سبک راک و متال بازیگران این فیلم هستند.

## خلاصه داستان
اشکان و نگار دختر و پسر جوانی هستند که بعد از آزادی از زندان، برای جمع کردن یک گروه جدیدِ موسیقی، به قلب تهران می‌زنند و سفری زیرزمینی را آغاز می‌کنند تا تک تک افراد گروهشان را از میان گروه‌های مخفی زیرزمینی پیدا کنند. آن‌ها می‌خواهند از ایران بروند تا خودشان را به جشنواره‌های برلین و پاریس برسانند اما بیشترشان برای رفتن از ایران نه پول دارند و نه پاسپورت. نادر (حامد بهداد) تلاش می‌کند تا برایشان پاسپورت جعلی ردیف کند و قبل از رفتن‌شان ترتیب کنسرت مخفی در تهران را بدهد و …

## بازیگران
- حامد بهداد
- اشکان کوشانژاد
- نگار شقاقی
- بابک میرزاخانی
- سروش لشکری
- مهدیار آقاجانی

## حضور در جشنواره‌ها و مراکز هنری و سینمایی
- جشنواره فیلم کن از ۲۴ اردیبهشت تا ۳ خرداد ۱۳۸۸ بخش نوعی نگاه

## جوایز
- جایزه ویژه بخش نوعی نگاه جشنواره کن ۱۳۸۸

این فیلم که در مراسم افتتاحیه بخش نوعی نگاه شصت و دومین جشنواره کن به نمایش درآمد، توانست جایزه ویژه این بخش را به خود اختصاص دهد.
همچنین جایزه «فرانسوا شاله» این جشنواره را از آن خود کرد. این جایزه ۱۳ سال است که در جشنواره کن اهدا می‌شود و بهمن قبادی پیش از این نیز این جایزه را برای فیلم «آوازهای سرزمین مادری ام» در سال ۱۳۸۱ دریافت کرده است.
«کسی از گربه‌های ایرانی خبر نداره» پیش از نمایش در افتتاحیه بخش نوعی نگاه، برای اهالی مطبوعات و رسانه‌ها اکران شد و به گزارش رسانه‌های خارجی مورد استقبال منتقدان و تماشاگران قرار گرفت.
- جایزه «فرانسوا شاله» (François Chalais) از جشنواره بین‌المللی فیلم کن، فرانسه، ۱۳۸۸